# Рупле
Рупле (серб. Рупље) — населённый пункт в общине Црна-Трава Ябланичского округа Республики Сербии.

## Население
Согласно переписи населения 2002 года, в селе проживало 6 человек (все сербы).
| Численность населения | Численность населения | Численность населения | Численность населения | Численность населения | Численность населения | Численность населения | Численность населения |
| 1948                  | 1953                  | 1961                  | 1971                  | 1981                  | 1991                  | 2002                  | 2011                  |
| --------------------- | --------------------- | --------------------- | --------------------- | --------------------- | --------------------- | --------------------- | --------------------- |
| 75                    | 51                    | 26                    | 21                    | 21                    | 7                     | 6                     | 5                     |

## Религия
Согласно церковно-административному делению Сербской православной церкви, село относится к Предеянскому приходу Власотинацкого архиерейского наместничества Нишской епархии. В селе расположен храм Святого Архистратига Гавриила. До 1993 года Рупле был центром собственного прихода.